# احمد عبدالعزیز العسقلانی
احمد عبدالعزیز العسقلانی (انگلیسی: Ahmed Abdel Aziz El-Askalani؛ زادهٔ ۲ سپتامبر ۱۹۶۱) بازیکن والیبال اهل مصر بود.